# Хосе Неїн
Хосе Едуардо Неїн (ісп. José Eduardo Nehin, 13 жовтня 1905, Сан-Хуан — 16 грудня 1957) — аргентинський футболіст, що грав на позиції нападника, зокрема, за клуби «Спортіво Десампрадос» та «Естудьянтес», а також національну збірну Аргентини.

## Клубна кар'єра
У футболі дебютував 1934 року виступами за «Спортіво Десампрадос». 
1935 року перейшов до «Естудьянтеса», за який відіграв 2 сезони. 

## Виступи за збірну
1934 року дебютував в офіційних матчах у складі національної збірної Аргентини, зігравши на чемпіонаті світу 1934 року в Італії проти Швеції (2-3) свій єдиний матч.
Загинув 16 грудня 1957 року на 53-му році життя від враження електричним струмом. У 1999 році, з нагоди святкування спортивного фестивалю Нуево-Куйо, Хосе Едуардо Неїн був визнаний футболістом століття у Сан-Хуані. Нагороду отримав його син Педро Амаро.